# Latte del gozzo

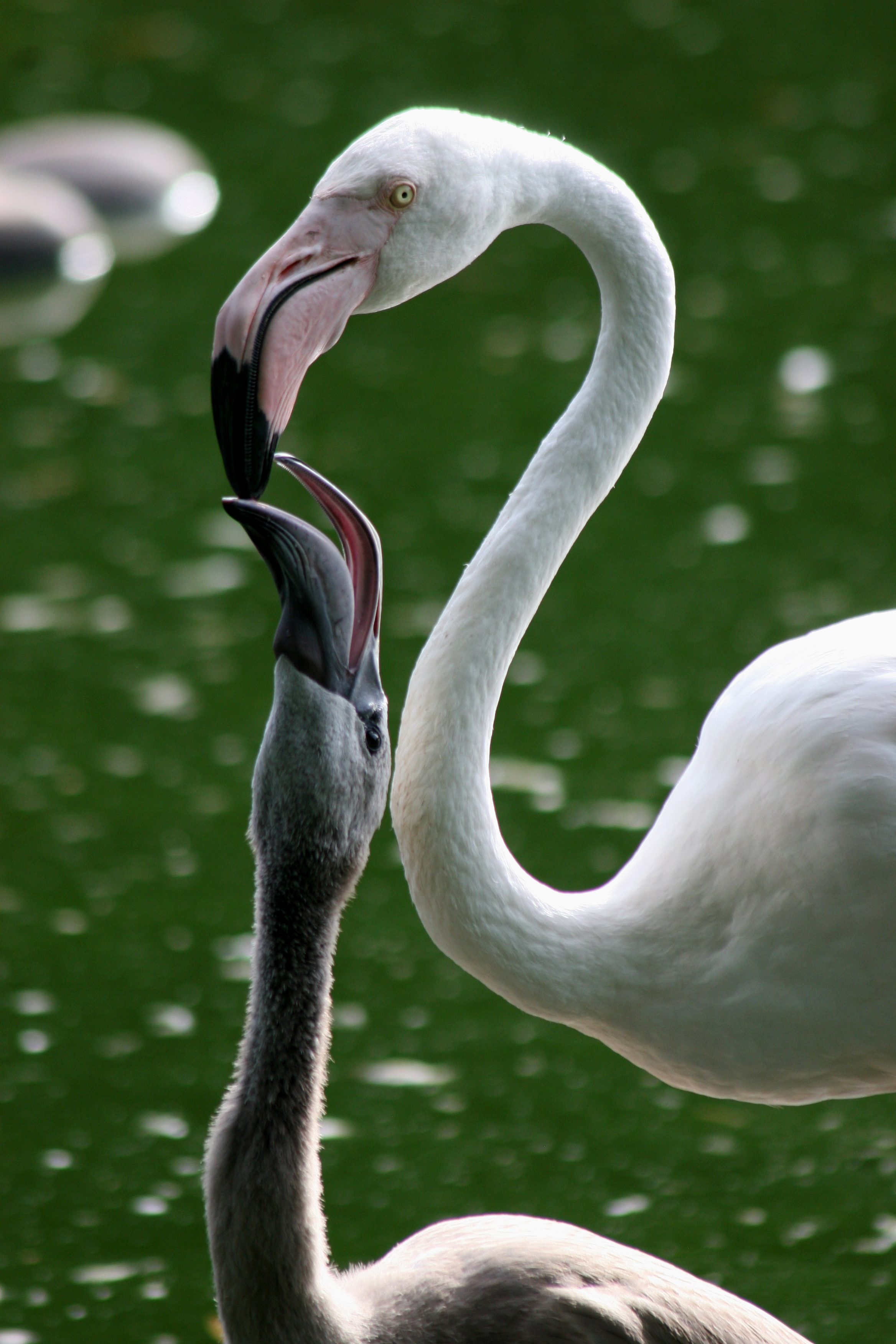
Un pulcino di fenicottero rosa allo zoo di Basilea nutrito con latte del gozzo.

Il latte del gozzo è una sostanza risultante dallo sviluppo delle cellule epiteliali che tappezzano il gozzo di certe specie di uccelli, come i fenicotteri, i pinguini imperatore o i piccioni, nel cui caso si parla appunto di latte di piccione. Questa sostanza altamente nutriente viene data come nutrimento ai nidiacei tramite rigurgito.

## Produzione
La produzione del latte del gozzo si differenzia dalla produzione del latte dei mammiferi, ma mette in evidenza il fenomeno dell'analogia. Le cellule epiteliali del gozzo formano uno strato sottile di una decina di cellule di spessore prodotto dallo strato basale. Man mano che le cellule vengono prodotte e si allontanano dallo strato basale verso il lume, subiscono una trasformazione divenendo latte del gozzo. Stimolate dalla prolattina, queste cellule accumulano una grande quantità di lipidi e di proteine. La prolattina provoca inoltre il distacco di questa massa cellulare, che assume una consistenza simile a quella del formaggio.

## Composizione
Al contrario del latte dei mammiferi, il latte di piccione non contiene glucidi. Infatti, se si considera il solo contenuto nutritivo, esso è costituito per il 60% da proteine e per il 40% da lipidi. Se si considera la sua composizione totale, invece, esso è composto per il 65-85% da acqua, per il 13-19% da proteine, per il 7-13% da sostanza grassa e per l'1,5% da sali minerali.

## Nutrizione dei piccoli piccioni
Durante i primi tre giorni dopo la schiusa i piccoli di piccione vengono nutriti esclusivamente con questo latte, che viene fornito loro da entrambi i genitori. Successivamente, vengono alimentati con una miscela di latte e semi e vengono svezzati dal latte all'età di 18 giorni. Quando sono affamati costringono i genitori a rigurgitare questa sostanza infilando loro il becco nella gola.
È proprio a questo latte, molto nutriente, che si deve il rapido sviluppo dei giovani piccioni. Durante i primi due giorni, infatti, raddoppiano di peso. Questo adattamento è probabilmente uno dei fattori che spiegano il successo dei Columbiformi, che si trovano praticamente in tutte le parti del globo.